# Konarevo
Konarevo (cyr. Конарево) – wieś w Serbii, w okręgu raskim, w mieście Kraljevo. W 2011 roku liczyła 3745 mieszkańców.